# Omelnyk (Oleksandrija)
Omelnyk (ukrainisch Омельник; russisch Омельник Omelnik) ist ein Dorf in der zentralukrainischen Oblast Kirowohrad mit etwa 750 Einwohnern (2004).
Omelnyk liegt etwa 10 km südwestlich vom ehemaligen Rajonzentrum Onufrijiwka und 112 km nordöstlich vom Oblastzentrum Kropywnyzkyj entfernt. Die Stadt Oleksandrija liegt etwa 40 km südöstlich von Omelnyk.
Nordwestlich der Ortschaft verläuft die Fernstraße M 22/E 584.
Am 12. Juni 2020 wurde das Dorf ein Teil der neugegründeten Siedlungsgemeinde Onufrijiwka, bis dahin bildete es zusammen mit dem Dorf Bajdakowe (Байдакове) die gleichnamige Landratsgemeinde Omelnyk (Омельницька сільська рада/Omelnyzka silska rada) im Westen des Rajons Onufrijiwka.
Am 17. Juli 2020 kam es im Zuge einer großen Rajonsreform zum Anschluss des Rajonsgebietes an den Rajon Oleksandrija.

## Persönlichkeiten
Im Dorf kam 1918 der Pädagoge, Journalist, Schriftsteller und Dichter Wassyl Suchomlynskyj zur Welt.